# Thorkild Garp
Thorkild Garp (født 31. januar 1883 i København, død 16. februar 1976 i Gentofte) var en dansk gymnastiklærer og gymnast, som deltog i OL 1912 i Stockholm.
Garp deltog på det danske hold i svensk system ved OL 1912, hvor blot tre hold stillede op på Stockholms Stadion. Holdene kunne bestå af 16-40 gymnaster, og det svenske hold vandt klart med 937,46 point foran Danmark med 898,84 point, mens Norge blev nummer tre med 857,21 point.